# Erdemir
Erdemir, plným názvem Ereğli Demir ve Çelik Fabrikaları T.A.Ş., je turecká ocelářská firma. Sídlí ve městě Karadeniz Ereğli v provincii Zonguldak. O založení společnosti bylo rozhodnuto v roce 1960 a továrna v Ereğli byla uvedena do provozu 15. května 1965. Pro potřeby společnosti byl na pobřeží Černého moře vybudován nákladní přístav. V Erdemiru pracuje okolo 12 000 lidí a je tak hlavním zaměstnavatelem v regionu. Roku 2002 se majetkem firmy stala také ocelárna İsdemir v Payasu (provincie Hatay).
V roce 2005 byla společnost privatizována a největším majitelem akcií je armádní penzijní fond OYAK. Erdemir je největším producentem oceli v Turecku, v roce 2020 vyrobil 8,5 milionu tun surové oceli. Patří v tomto oboru mezi pět největších firem v Evropě a padesát na světě. Organizace Climate TRACE označila Erdemir za jednoho z největších tureckých producentů skleníkových plynů. Firma vyhlásila cíl dosáhnout do roku 2050 nulových emisí.
Firma sponzorovala sportovní klub Erdemirspor, jehož volejbalový oddíl se stal třikrát mistrem Turecka. Klub ukončil činnost v roce 2013.